# 聖費爾南多 (玻利瓦省)
聖費爾南多（西班牙語：San Fernando）是哥倫比亞的城鎮，位於該國北部，由玻利瓦省負責管轄，距離首府卡塔赫納260公里，始建於1759年，面積288平方公里，海拔高度18米，2005年人口12,632。